# Guy Thomas (journaliste)
 (mai 2024).
La mise en forme du texte ne suit pas les recommandations de Wikipédia : il faut le « wikifier ».
Les points d'amélioration suivants sont les cas les plus fréquents :
- Les titres sont pré-formatés par le logiciel. Ils ne sont ni en capitales, ni en gras.
- Le texte ne doit pas être écrit en capitales (les noms de famille non plus), ni en gras, ni en italique, ni en « petit »…
- Le gras n'est utilisé que pour surligner le titre de l'article dans l'introduction, une seule fois.
- L'italique est rarement utilisé : mots en langue étrangère, titres d'œuvres, noms de bateaux, etc.
- Les citations ne sont pas en italique mais en corps de texte normal. Elles sont entourées par des guillemets français : « et ».
- Les listes à puces sont à éviter, des paragraphes rédigés étant largement préférés. Les tableaux sont à réserver à la présentation de données structurées (résultats, etc.).
- Les appels de note de bas de page (petits chiffres en exposant, introduits par l'outil «  Source ») sont à placer entre la fin de phrase et le point final[comme ça].
- Les liens internes (vers d'autres articles de Wikipédia) sont à choisir avec parcimonie. Créez des liens vers des articles approfondissant le sujet. Les termes génériques sans rapport avec le sujet sont à éviter, ainsi que les répétitions de liens vers un même terme.
- Les liens externes sont à placer uniquement dans une section « Liens externes », à la fin de l'article. Ces liens sont à choisir avec parcimonie suivant les règles définies. Si un lien sert de source à l'article, son insertion dans le texte est à faire par les notes de bas de page.
- La présentation des références doit suivre les conventions bibliographiques. Il est recommandé d'utiliser les modèles {{Ouvrage}}, {{Chapitre}}, {{Article}}, {{Lien web}} et/ou {{Bibliographie}}. Le mode d'édition visuel peut mettre en forme automatiquement les références.
- Insérer une infobox (cadre d'informations à droite) n'est pas obligatoire pour parachever la mise en page.

Pour une aide détaillée, merci de consulter Aide:Wikification.
Si vous pensez que ces points ont été résolus, vous pouvez retirer ce bandeau et améliorer la mise en forme d'un autre article.
Cet article concerne le journaliste français. Pour le parolier et poète français, voir Guy Thomas.
Pour les articles homonymes, voir Thomas.
Guy Thomas, né le 1er janvier 1924 à Versailles (Seine-et-Oise) et mort le 25 mars 1992 dans le 13e arrondissement de Paris, est un journaliste français de presse écrite, de radio et de télévision.
Il dirige la chaîne FR3 pendant presque deux ans de 1981 à 1982, puis l'hebdomadaire Le Nouvel Économiste de 1983 à 1986. Il est également éditorialiste à Europe 1 pendant plus de dix ans et présentateur du Journal de 20 H d'Antenne 2 de 1975 à 1977.                                                           

## Biographie
Guy Thomas devient journaliste à la France industrielle en 1944, après des études à la faculté de droit de Paris.
De 1947 à 1960, il est dirigeant national du Mouvement familial et rural et rédacteur en chef de son organe Foyer rural et de Clair foyer. 
Il entre ensuite à Europe n°1, où il est chargé des questions agricoles et rurales.
Les dossiers qu'il traitait dans l'émission qu'il animait alors sur Europe 1 inspirent en partie les lois Debré[Laquelle ?] et Pisani[Laquelle ?].
En 1967, il dirige la Vie des métiers et collabore en 1969 au magazine l'Expansion avant de retrouver Europe 1 où il présente une chronique économique à partir de 1971.
En 1975, il est recruté par Antenne 2 nouvellement créée où il est responsable et présentateur du journal de 20 heures, ainsi qu'éditorialiste. Il quitte la chaîne en 1977, après l'arrivée de Jean-Pierre Elkabbach, et retourne à l'Expansion comme éditorialiste. En 1980, il est rédacteur en chef de la Lettre de l'Expansion qu'il fonde avec Jean Boissonnat et collabore également à l'hebdomadaire Valeurs actuelles. À Europe 1, où il anime chaque jour à 7 h 45 une émission, les dossiers de Guy Thomas, il tente d'assurer une médiation entre l'administration et les citoyens. Sa générosité était légendaire comme ses "coups de gueule" contre la bureaucratie et contre l'absurdité de certaines réglementations, qu'il critiquait avec fougue, notamment pendant ses émissions d'Europe 1.[Interprétation personnelle ?]
Après l'arrivée de la gauche au pouvoir en 1981, il remplace Claude Contamine au poste de Président Directeur général de FR3.
Il entre ensuite au Conseil d'Etat mais préférant son métier de journaliste, devient un an plus tard Président Directeur général du Nouvel Économiste.
Il collaborera également en tant que Chargé de mission auprès d'Alain Decaux, alors Ministre de la Francophonie.
Guy Thomas est Chevalier de la Légion d'honneur, titulaire de la Médaille militaire et de la Croix de guerre (1939-1945) et Officier du Mérite agricole.

## Ouvrages
- Le Guide pratique des formalités (1981-1989), Éditions Prat
- Au nom de la loi (1985), France Loisirs
- Justice, vous osez dire justice ? (1990), Éditions n°1